# Ectinohoplia paivae
Ectinohoplia paivae är en skalbaggsart som beskrevs av Thomas Vernon Wollaston 1859. Ectinohoplia paivae ingår i släktet Ectinohoplia och familjen Melolonthidae. Inga underarter finns listade i Catalogue of Life.